# サドグル・ジャッギー・ヴァースデーブ
サドグル・ジャッギー・ヴァースデーブ（1957年9月3日 - ）、別称サドグルは、インドのヨギ、神秘主義者、作家、そして詩人。世界中でヨガのプログラムを提供する非営利団体イシャ・ファウンデーション（Isha Foundation）の創設者でもあり、大規模な人道的向上プロジェクトや環境修復活動などの幅広い分野でも活動をしている。

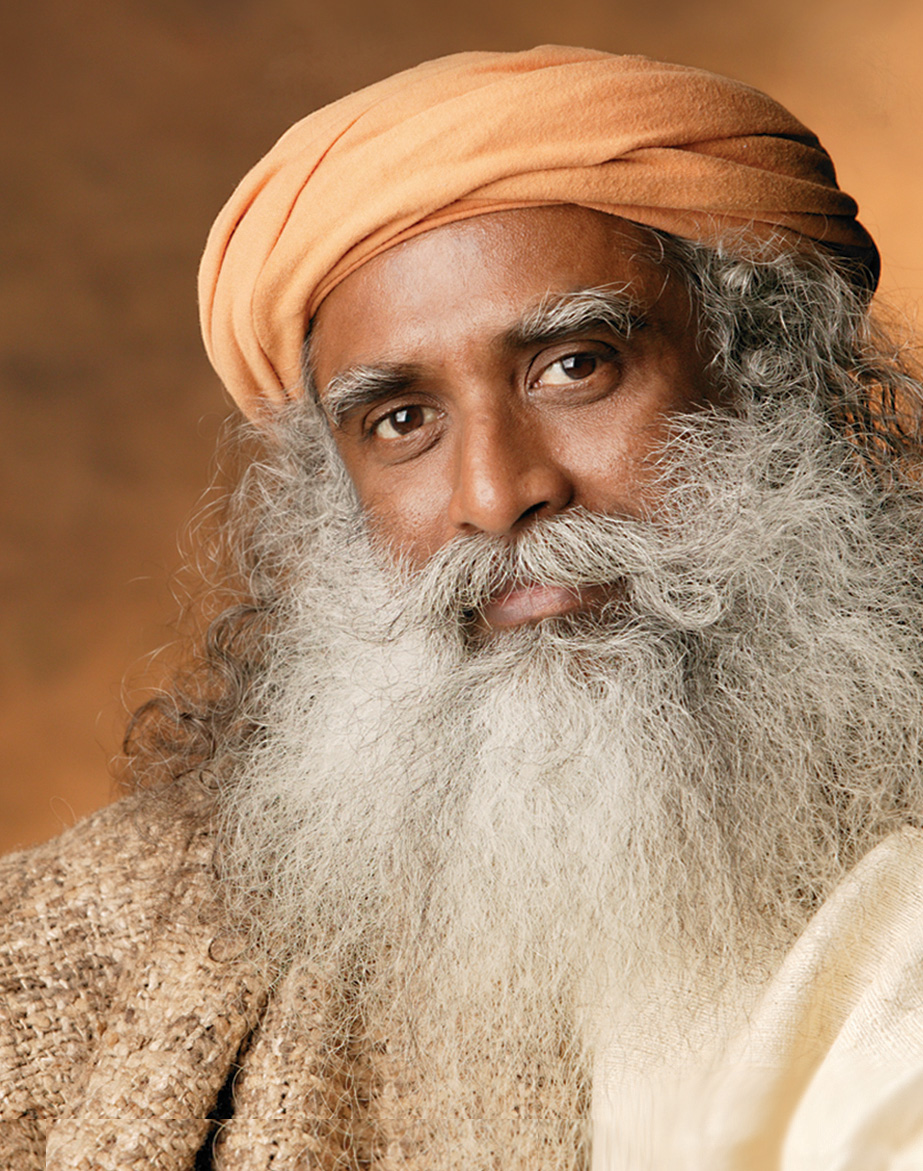
サドグル・ジャッギー・ヴァースデーブ

インドで最も影響力がある50人のうちの1人として名が挙がるサドグルは、世界の名高いフォーラムでの指導的発言者であり、ダボス世界経済フォーラムやスウェーデン・トールバーグ・フォーラム、オーストラリア・リーダーシップ・リトリートといった国際会議や、オックスフォード大学（英）、ロンドン・スクール・オブ・エコノミクス（英）、国際経営開発研究所（スイス）、スタンフォード大学（米）、ハーバード大学（米）、エール大学（米）、ウォートン大学（米）、マサチューセッツ工科大学（米）といった有名大学や機関でも講演を重ね、高く支持されている。国連ミレニアム・ピース・サミットや世界平和会議でも使節を務めた経歴を持っており、2017年には霊性の分野での貢献を認められ、インドで最も誉れ高いとされる国民栄誉賞「パドマビブーシャン（Padma Vibhushan)」も受賞している。 

## 略歴
サドグル・ジャッギー・ヴァースデーブは、1957年9月3日、南インドのカルナータカ州マイソールで4人兄妹の末っ子として生まれた。父親はインド鉄道の眼科医で、引越しの多い幼少期を過ごす。12歳の時にマラディハリ・スワミから一連のヨガのアーサナ（ポーズ）を教わる。1日も欠かさずそのヨガを行い、およそ13年続けた結果それが花開き、とても深い経験につながったと彼は述べている。
マイソールのデモンストレーション・スクールとマハジャナ・プレ・ユニバーシティ・カレッジを卒業した後、マイソール大学で英文学の学士号を取得する。養鶏場や農園の経営、土木建築業で成功を収めるが、25歳となった1982年9月23日、チャームンディの丘を上って岩の上に座り、そこで神秘的な経験をする。彼はその経験について、次のように述べている。
そのときまで私の体と心は「自分」であり、世界はその外側にあるものだった。しかし、何が自分で、何が自分でないのかが突然分からなくなった。目はまだ開いていた。それなのに自分が吸っている空気、自分が座っている岩、自分を取り巻く大気、すべてが「自分」になったのだ。私は全てだった。意識はあった。しかし感覚がなくなっていた。物事を識別する感覚が存在しなくなってしまったのだ。正常な意識に戻ったとき、10分ほど時間が経ったようにしか感じなかったが、腕時計を見るとすでに夜の7時半だった。ゆうに4時間半は経っていたのだ！昔も今も、私は涙もろくはない。そんな25才の私がチャームンディの丘の岩の上にいたときには、熱狂的なエクスタシーにとらわれ、涙がとめどなく溢れてきた。私のシャツは涙でびしょ濡れになってしまった。そのときまでは「平穏で幸せになりたい」と思ったことはなかった。ただ自由気ままに生きていた。ビートルズとブルージーンズが流行した1960年代に育ち、ヨーロッパの哲学や文学を読んだ。ドストエフスキー、カミュ、カフカなどなど…。ところがあのとき岩の上で起きたことは、それまでとは全く違う次元の体験だった。経験したことがない全く新しい感覚に襲われた。未体験の、想像さえしなかった歓喜と至福。私の頭の中の疑い深い自分はこう言う。「ただ単に頭がおかしくなっただけじゃないか！」と。しかしあの体験はあまりに素晴らしく、どうしても失いたくなかった。あの午後、何が起きたのかは未だにうまく言い表せない。あえて言うなら、こう表現するのがふさわしいかもしれない。「私は登り、そして降りてこなかった。今に至るまで。」
この経験から6週間後、彼は自分のビジネスを当時のビジネスパートナーであった友人に任せ、神秘的な経験の洞察を得るために旅に出る。約1年の瞑想の修行と旅の後、彼は自分の内なる経験を分かち合うためのヨガを教えることを決意する。そして1983年、彼はマイソールで最初のヨガのクラスを実施する。

## イシャ・ファウンデーションについて
イシャ・ファウンデーションとは、1994年にサドグルにより設立された100％ボランティアの手で運営されている国際的非営利団体。ヨガによるインスピレーションと個人変革によって人間に潜在的に備わっている「人を導く可能性」を引き出すことを目的とし、ヨガを通して世界のさまざまなコミュニティーを再建する福祉事業を進めている。150以上に及ぶ世界各国の都市にその拠点を持ち、900万人以上のボランティアによってサポートされている。インドの貧しい地域に病院や学校を設立したり、2,700万本以上の植林を実施したりするなど、経済的・社会的に恵まれていない人への生活・教育支援や環境修復活動にも力を入れている。イシャ・ファウンデーションは、エコロジー分野で最もインドで高名なインディラ・ガンディー環境賞( Indira Gandhi Environmental Award）を2010年に受賞している。
2018年にサドグルが提案した環境意識啓発キャンペーン「Rally for Rivers」が、1.68億人もの支持を集めてインド政府に採用された。Rally for Riversとは、インドの枯渇した河川を活性化するための長期的な政策変更の実施を目的とした全国規模のキャンペーンであり、インド政府の公式政策文書として首相によって承認され、すでに6つの州で実施が決定されている。
イシャ・ファウンデーションは、南インドの豊かな熱帯雨林にあるベリアンギリ山のふもとのイシャ・ヨガセンターと、アメリカ・テネシー中部の壮観なカンバーランド高原にあるIsha Institute of Inner Sciences に本部を置いている。 